# Dicranomyia (Idiopyga) melleicauda melleicauda
Dicranomyia (Idiopyga) melleicauda melleicauda is een ondersoort van de tweevleugelige Dicranomyia (Idiopyga) melleicauda uit de familie steltmuggen (Limoniidae). De ondersoort komt voor in het Palearctisch en Nearctisch gebied.